# The Bad Touch
The Bad Touch è il primo singolo dei Bloodhound Gang ad essere estratto dal loro album del 1999 Hooray for Boobies. Pubblicato in tutto il mondo nel 1999 e solo un anno dopo negli Stati Uniti d'America e nel Regno Unito.
Di tale brano, è stato realizzato un remix dagli Eiffel 65, che è stato incluso in diverse versioni destinate al mercato europeo. Il titolo della canzone (The Bad Touch in italiano letterale Il tocco cattivo) è probabilmente un modo per riferirsi a un tipo di approccio piuttosto pesante nei confronti di una ragazza.

## Il video
Il video di The Bad Touch, girato da Richard Reines, vede il gruppo travestito con costumi da primati, che danzano per Parigi (la Torre Eiffel è visibile in diverse scene). Nel corso del video le "scimmie" creano confusione e fanno dispetti ai passanti, che poi vengono sistematicamente catturati e messi all'interno di una gabbia, intorno alla quale gironzola il gruppo, prendendo in giro i prigionieri. 
Solo alla fine del video, i prigionieri vengono liberati e partecipano meccanicamente ad una coreografia insieme alle scimmie. Soltanto un mimo nano (Jordan Prentice) fugge via dalla coreografia, ma viene investito ed ucciso dalla Renault 5 guidata da un membro del gruppo.
Nella sua versione non censurata, si vedono i componenti dei Bloodhound gang mangiare vermi vivi (chiara emulazione del grooming delle scimmie che interpretano), il video è considerato uno dei 50 video più controversi secondo MuchMusic.
Gran parte del video è stata girata all'angolo tra Rue des Fossés-Saint-Jacques e Rue Clotaire.

## Tracce
CD-Maxi Geffen 497 085-2 / EAN 0606949708528
1. The Bad Touch (LP)		4:23
2. The Bad Touch (The God Lives Underwater Mix)		4:26
3. The Bad Touch (The KMFDM Mix)		4:19
4. Along Comes Mary (The Bloodhound Gang Mix)		3:19

CD-Single Geffen 497 084-2
1. The Bad Touch (LP Version)
2. Along Comes Mary (The Bloodhound Gang Mix)
3. The Bad Touch (Eiffel 65 Remix)

CD-Maxi Geffen 497 085 2
1. The Bad Touch
2. The Bad Touch (The God Lives Underwater Mix)
3. The Bad Touch (The Bloodhound Gang Mix)
4. Along Comes Mary
5. Kiss Me Where It Smells Funny (Video)

## Classifiche
| Classifica (1999-2000) | Posizione più alta |
| ---------------------- | ------------------ |
| Australia              | 2                  |
| Belgio                 | 1                  |
| Germania               | 1                  |
| Italia                 | 1                  |
| Irlanda                | 1                  |
| Lituania               | 23                 |
| U.S. Billboard Hot 100 | 52                 |
| Regno Unito            | 4                  |